# Saint-Denis-le-Vêtu
Saint-Denis-le-Vêtu – miejscowość i gmina we Francji, w regionie Normandia, w departamencie Manche.
Według danych na rok 1990 gminę zamieszkiwało 547 osób, a gęstość zaludnienia wynosiła 39 osób/km² (wśród 1815 gmin Dolnej Normandii Saint-Denis-le-Vêtu plasuje się na 409. miejscu pod względem liczby ludności, natomiast pod względem powierzchni na miejscu 276.).